# Marckolsheim
Marckolsheim là một xã thuộc tỉnh Bas-Rhin trong vùng Grand Est đông bắc Pháp.
On the eastern edge of the town a Maginot Line fortification left over from the Chiến tranh thế giới thứ hai has been converted into a small museum. Approximately 3 kilometres to the east the Rhine has been dammed and a hydro-electric power station installed.